# Kościół Miłosierdzia Bożego w Brzesku
Kościół Miłosierdzia Bożego w Brzesku – rzymskokatolicki kościół parafialny należący do parafii pod tym samym wezwaniem (dekanat Brzesko diecezji tarnowskiej).

## Historia kościoła
Obecna świątynia została wzniesiona w latach 1994–2001 według projektu Alfreda Budziocha. Kamień węgielny został poświęcony i wmurowany 10 września 1995 roku przez biskupa Józefa Gucwę. Budowa została zwieńczona poświęceniem świątyni 24 października 1999 roku przez biskupa Jana Styrnę. Kościół został konsekrowany 22 kwietnia 2001 roku przez biskupa Wiktora Skworca. Wystrój wnętrza, ściana ołtarzowa, witraże zostały zaprojektowane przez księdza Tadeusza Furdynę. Ławki i konfesjonały oraz żyrandole zostały zaprojektowane przez Alfreda Budziocha.